# Риф Донована
«Риф Донована» (англ. Donovan's Reef) — кинофильм режиссёра Джона Форда, вышедший на экраны в 1963 году. Последняя совместная работа Форда и Джона Уэйна.

## Сюжет
Бывший морской офицер Майкл Донован осел на одном из полинезийских островков, где держит салун под названием «Риф Донована». Его ближайшие друзья и бывшие сослуживцы, доктор Дедхэм и гуляка Гилхули, тоже живут на острове. Первый из них руководит основанной им больницей и растит троих детей, которых родила ему ныне покойная принцесса острова. Однажды приходит весть, что на остров прибывает дочь доктора от законной жены — Амелия Дедхэм, которую отец не видел уже много лет. Её цель — выяснить, какой образ жизни он вёл и может ли рассчитывать на долю акций пароходной компании, принадлежащей семейству. Поскольку доктор в отъезде на соседнем острове, Донован и компания решают скрыть от Амелии детали семейной жизни её отца, а детей доктора выдать за детей самого Донована.

## В ролях
- Джон Уэйн — Майкл Донован[1]
- Элизабет Аллен — Амелия Дедхэм
- Ли Марвин — Томас Гилхули
- Джек Уорден — доктор Уильям Дедхэм
- Сесар Ромеро — маркиз Андре де Лаж, губернатор острова
- Дик Форан — главный старшина австралийских ВМС Шон О’Брайен
- Жаклин Малуф — Лелани Дедхэм
- Дороти Ламур — мисс Лафлёр
- Марсель Далио — отец Клюзо
- Майк Мазурки — сержант
- Шерилин Ли — Салли Дедхэм
- Джеффри Байрон — Люк Дедхэм
- Эдгар Бьюкенен — адвокат из Бостона Фрэнсис Х. О’Брайен